# Мойсей Чудотворець
Мойсей чудотворець (13 століття, Київ) — православний святий, чернець Печерського монастиря. Преподобний. 

## Життєпис
Преподобний Мойсей жив і підвизався в Києво-Печерському монастирі в XIII-XIV ст.
Відомо, що прп. Мойсей крім суворого посту, молитви та інших подвигів, виснажував себе тілесно, носячи власноруч виготовлені залізні пояс і хрест. За помірність і приборкання страстей отримав від Бога дар чудотворіння. Любил псалмоспіви та земні поклони.

В акафісті всім Печерським преподобним про нього сказано: 
|  | «Радуйся, Мойсеє, бо молитвами, постом і веригами пристрасті умертвив ти.». |

Дані антропологічних досліджень показують, що преподобний відійшов до Господа у віці 35-40 років, ріст його був 173 см.
Його мощі спочивають у Дальніх печерах, біля мощей преподобних Лаврентія Затвірника, Іларіона Схимника та недалеко від підземної церкви Благовіщення Пресвятої Богородиці.

## Іконографія

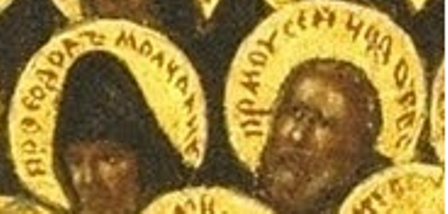
Фрагмент ікони із зображенням Собору Києво-Печерських святих. Справа від прп. Феодора Мовчазного, прп.Мойсей Чудотворець.

На зображеннях Собору Києво-Печерських святих святий представлений, як правило, в правій групі в 3-у ряді, в чернечому вбранні, поряд з  Феодором Мовчазним, в ряду іноків, які спочивають у Дальніх печерах.

## Пам'ять
Пам'ять 10 вересня і 10 серпня.